# チェロキー (オクラホマ州)
チェロキー (英: Cherokee) は、米国オクラホマ州のアルファルファ郡の郡庁所在地。2020年現在の人口は1,476人。

## 地理
国道64号線、オクラホマ州道8号線沿いに位置している。面積は3.82km2。1909年7月11日の午前3時、チェロキーの南でヒートバーストが発生し、気温が一時的に57.8 °Cまで上昇し、作物が干からびたと伝えられている。